# Wróblin (Opole)
Wróblin (niem. Frauendorf) – dzielnica Opola, 943 mieszkańców, niegdyś wieś leżąca między Opolem a Czarnowąsami, wymieniana w dokumentach już w 1223 roku. W 1319 roku, po przejściu w ręce klasztoru cysterek, zmieniła nazwę na Frauendorf, co oznaczało „wieś należąca do zakonnic, kobiet”. Tym samym z użycia wyszła pierwotna forma dzierżawcza od nazwy osobowej Wróbel (Wrovindorf). W 1945 roku (zakończenie II wojnie światowej) przyjęto obecną nazwę.
W 1975 roku wieś została przyłączona do Opola. W jej obrębie znajduje się most drogowy na Odrze, część obwodnicy północnej Opola oraz śluza „Opole-Wróblin”. Ulica Sobieskiego stanowi fragment trasy wojewódzkiej 454.
Dojazd autobusem miejskim linii nr 10 lub N2.

## Zabytki
Do wojewódzkiego rejestru zabytków wpisana jest:
- kapliczka-dzwonnica, z pocz. XIX w., z ogrodzeniem metalowym z pocz. XX w., ul. Sołtysów, nr rej. A-182/2012.